# 前門駅
前門駅（ぜんもん-えき）は中華人民共和国北京市東城区に位置する駅である。駅名は地上にある正陽門の通称からきている。京漢鉄路の前門駅を含めると現在の駅は二代目となる。

## 歴史
- 1969年10月1日 : 開業（公務員のみ利用可）。
- 1977年 : 一般に開放される。
- 1980年 : 外国人も使用可能になった。
- 2021年12月31日：8号線の開業により、乗り換え駅となる[1]。

## 駅構造
両線とも島式ホーム1面2線を有する地下駅。

### のりば
両路線ともに案内上ののりば番号は設定されていない。
| 路線                   | 方向   | 行先               |
| ---------------------- | ------ | ------------------ |
| 2号線ホーム（地下2階） |        |                    |
| ■2号線                 | 内回り | 復興門・西直門方面 |
| ■2号線                 | 外回り | 北京駅・東直門方面 |
| 8号線ホーム（地下5階） |        |                    |
| ■8号線                 | 北行   | 朱辛荘方面         |
| ■8号線                 | 南行   | 瀛海方面           |

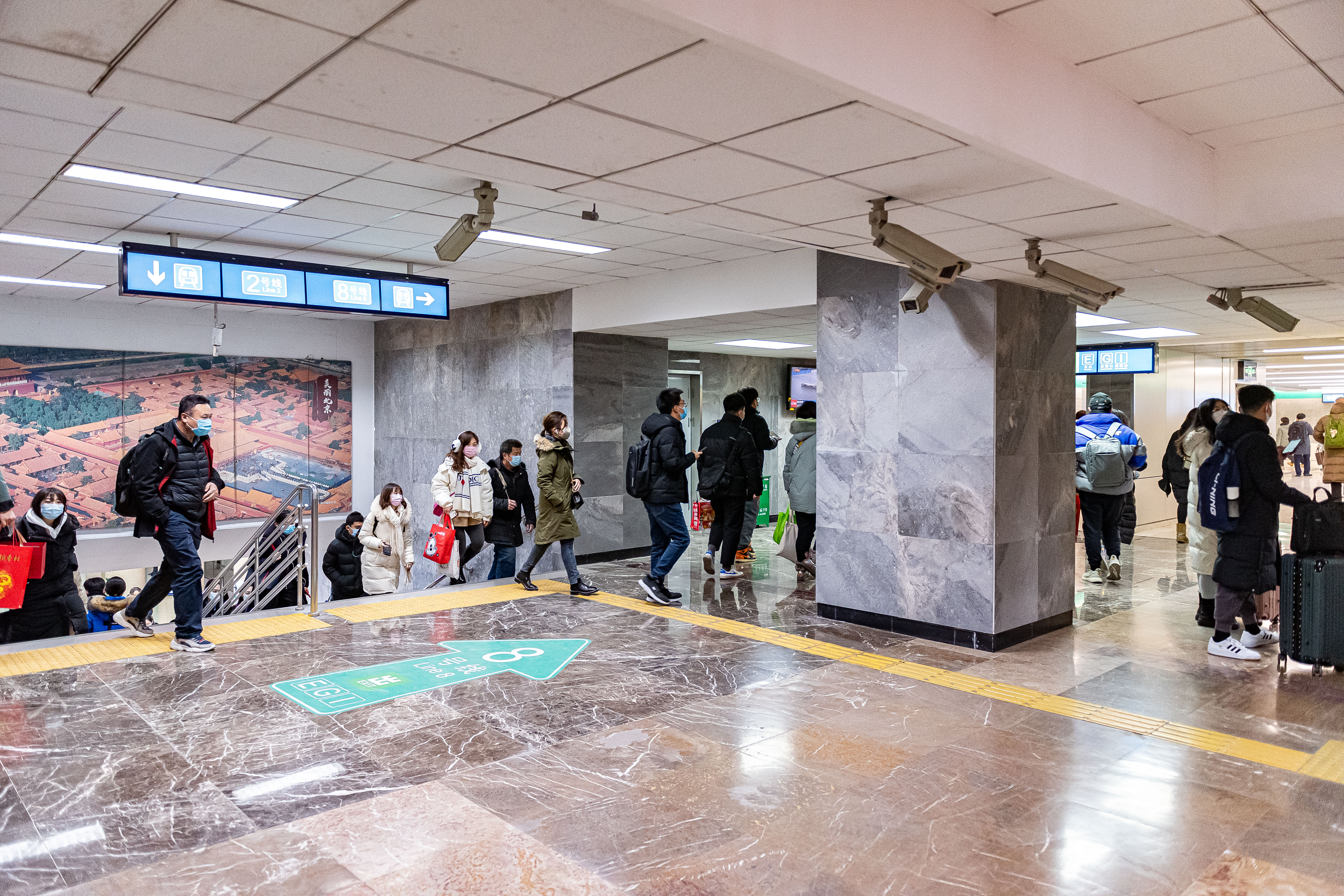
2号線西コンコース（2021年12月）
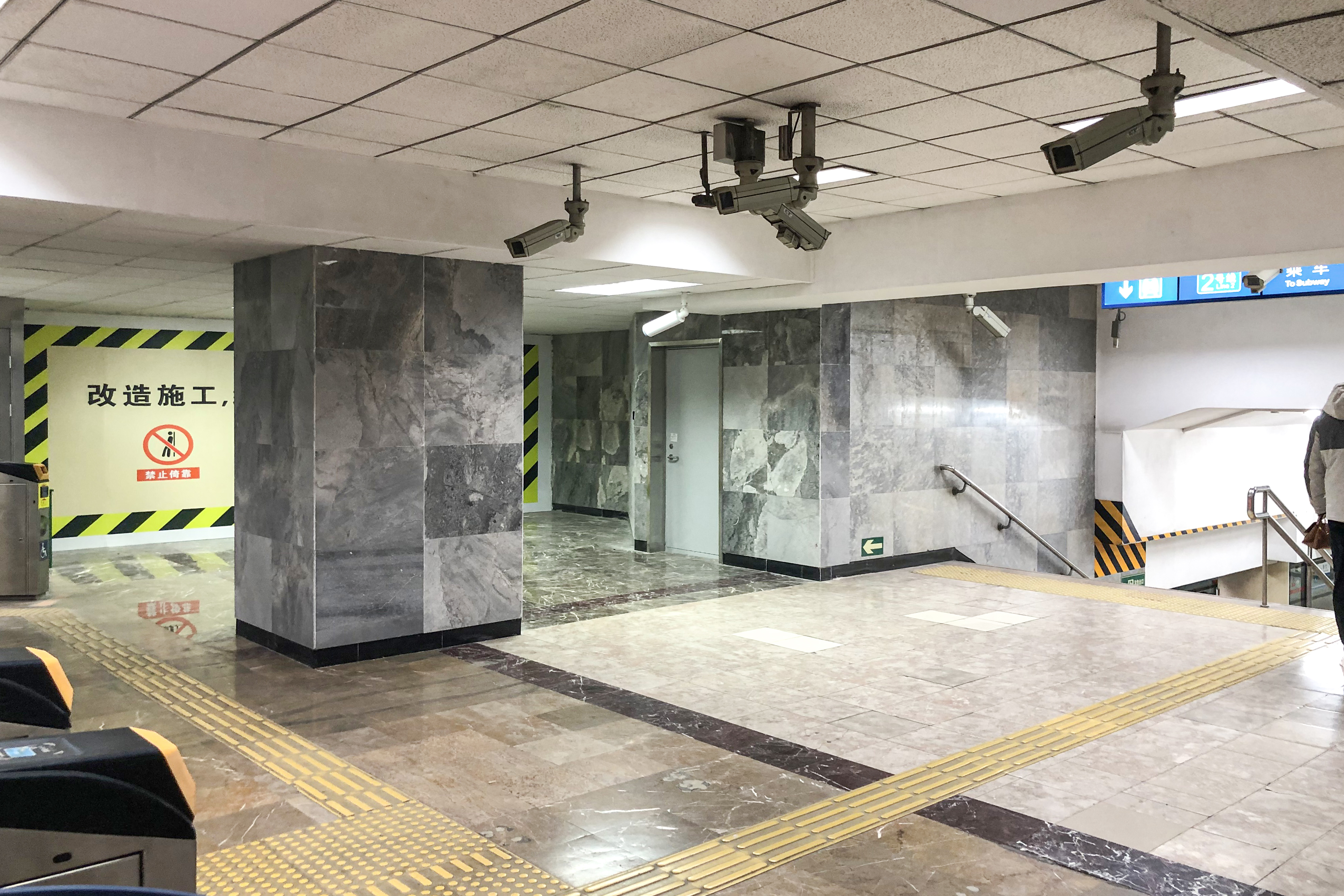
2号線東コンコース（2021年12月）
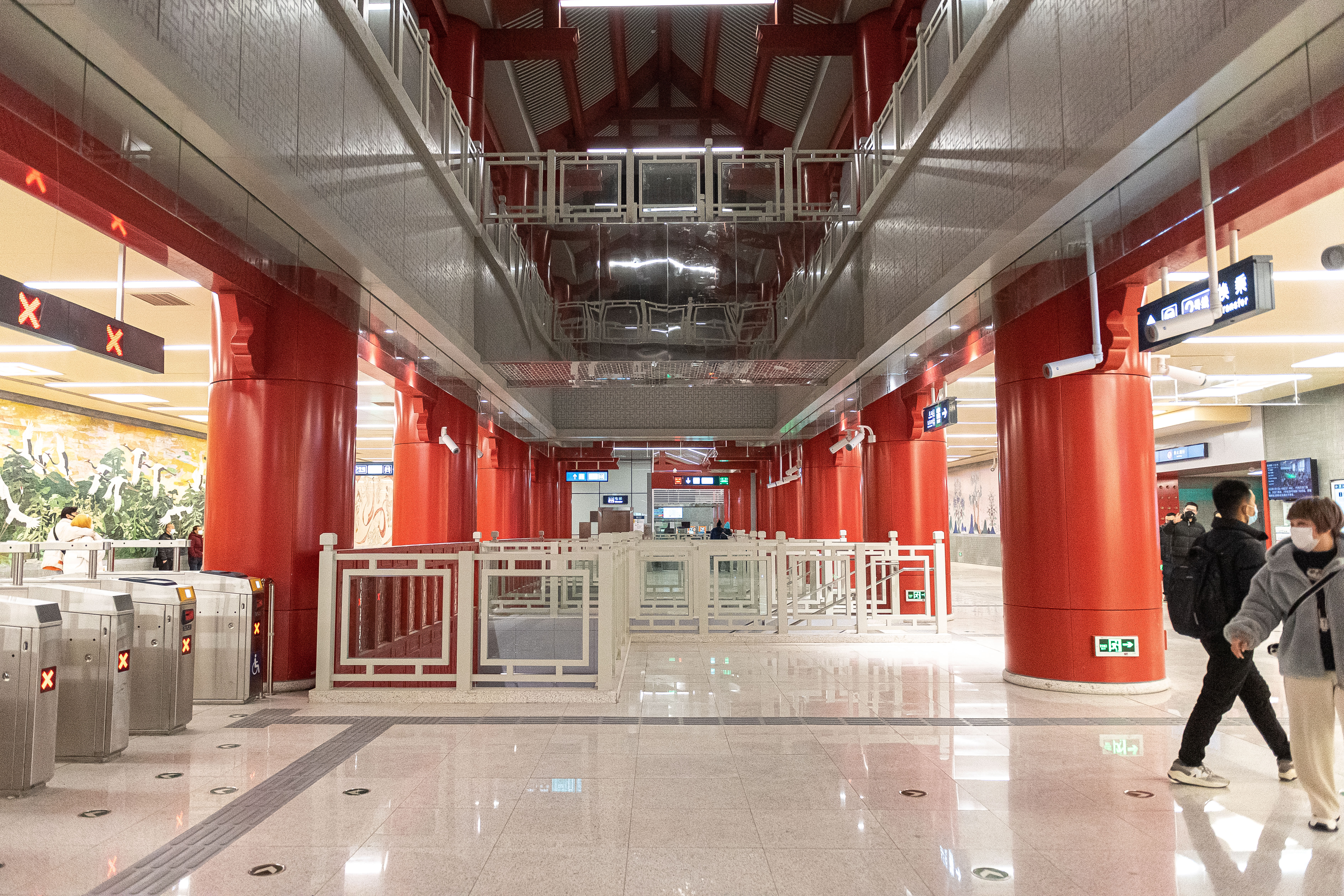
8号線コンコース（2021年12月）
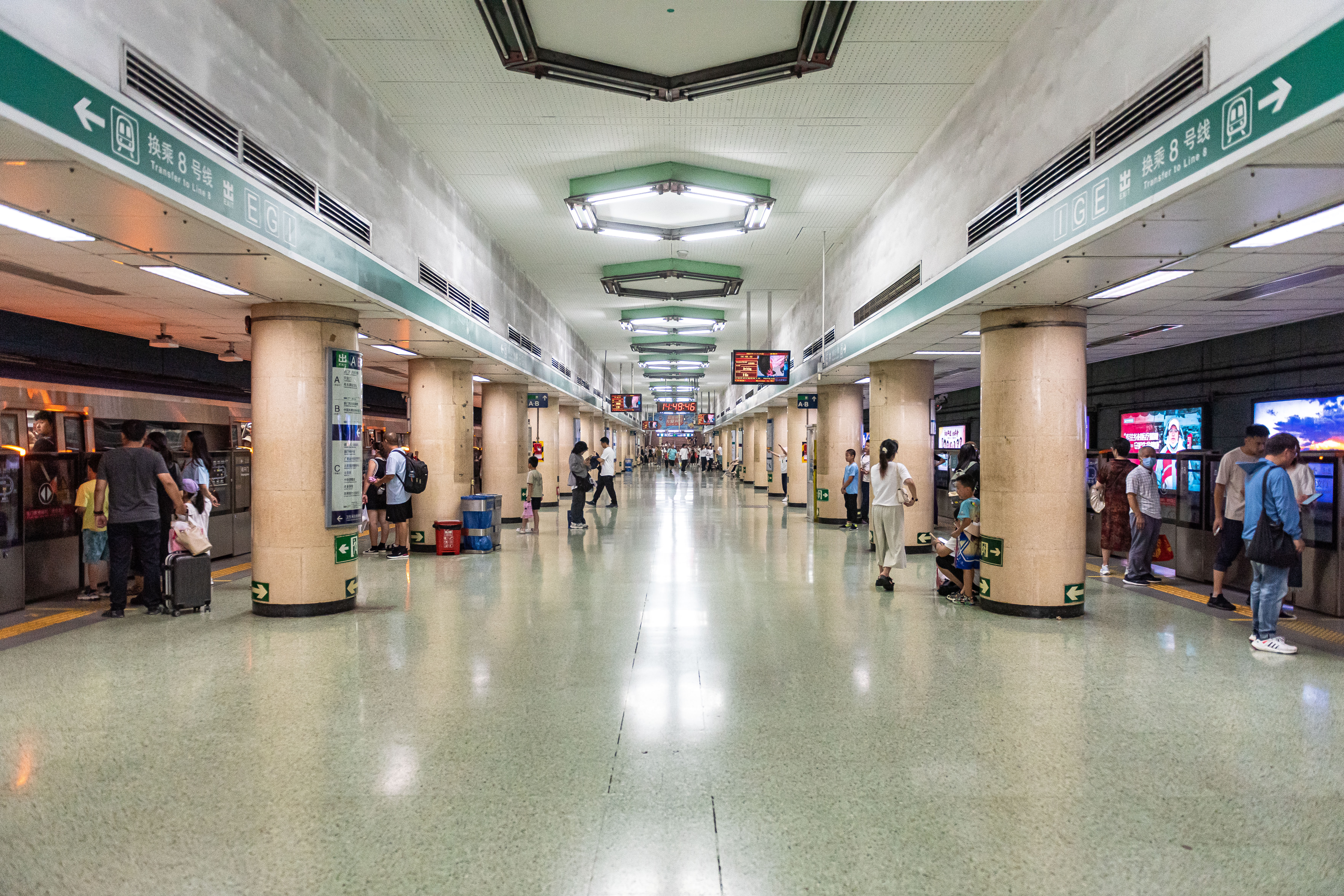
2号線ホーム（2024年8月）
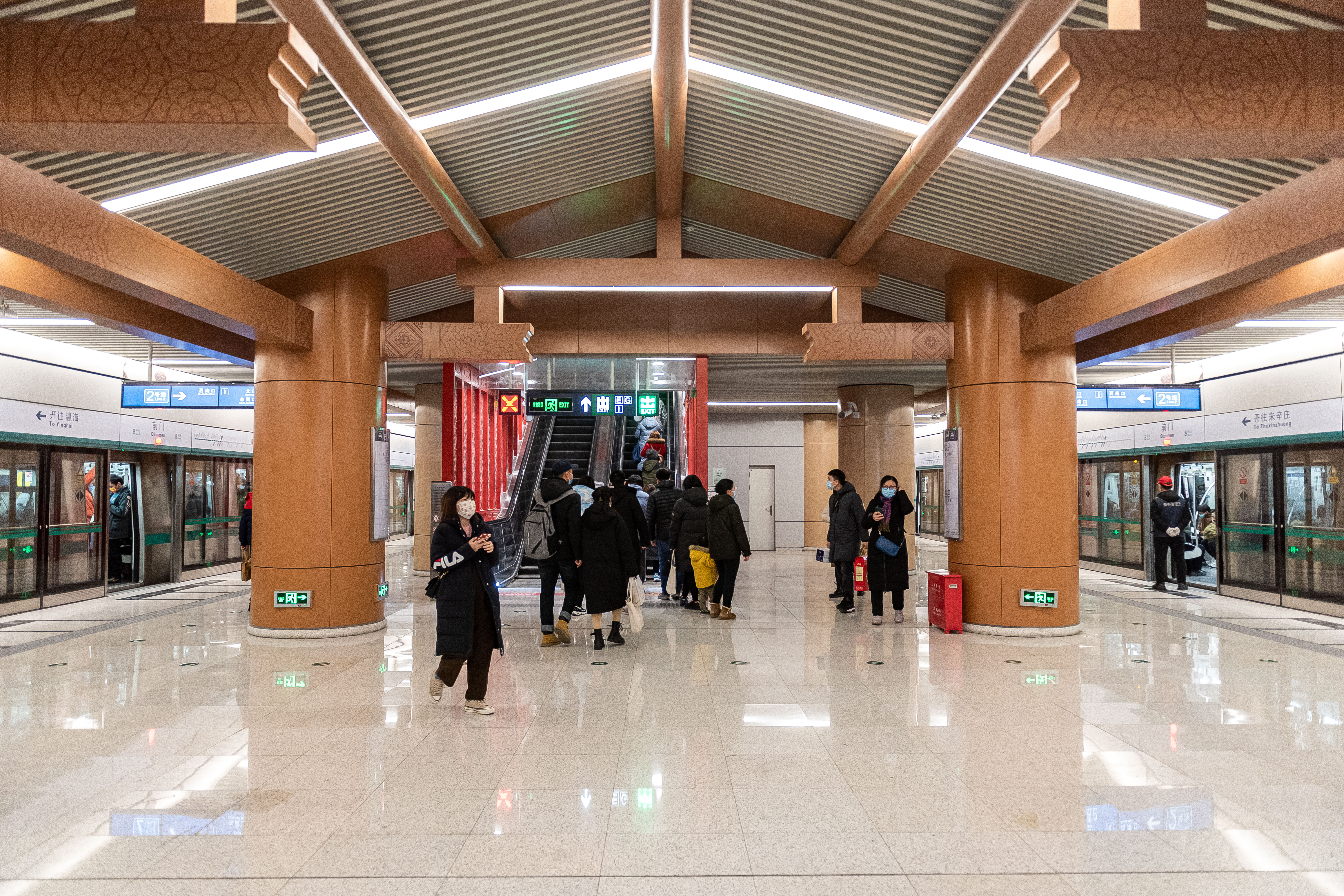
8号線ホーム（2021年12月）
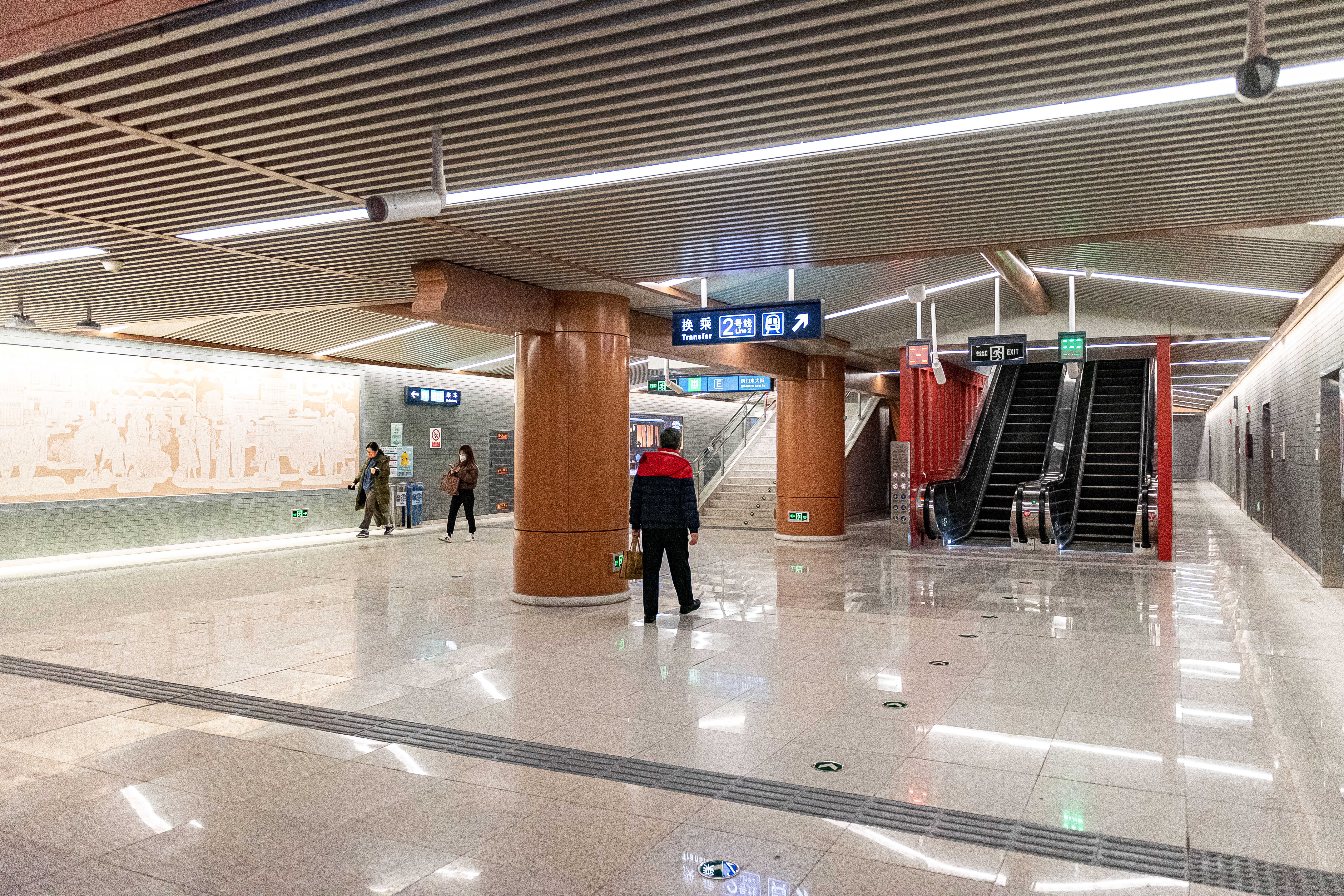
乗換通路（2021年12月）

## 駅周辺
天安門広場の南端にあたり、また前門大街に商店が集まっている事から、利用客も多い。
- 正陽門
- 天安門広場
- 中国人民大会堂
- 中国国家博物館
- 老車站商城（旧正陽門駅）
- 前門大街（北京市内有数の繁華街）
- 大柵欄街道（中国語版）
- 老舎茶館
- 全聚徳（北京ダックが有名）
- 六必居（老舗の漬物屋）
- 前門西大街（中国語版）

## バス路線
市内各方面へ多数のバス路線が発着している。北京公共交通集団が運行。

## 隣の駅
北京地下鉄
■2号線
和平門駅 - 前門駅 - 崇文門駅
■8号線
王府井駅 - 前門駅 - 珠市口駅